# Bertil Sjöberg
Bertil Johann Gabriel Sjöberg med kunstnernavnet Bertil Sjöberg (født 24. marts 1914 i Malmö, Sverige; død 19. november 1999  i Malmö, Sverige) var en svensk  billedkunstner. Sjöberg var en produktiv kunstner, hvis arbejder favnede både det naturalistiske, impressionistiske, abstrakte og det informelle poetisk fantastiske.  

## Biografi
Bertil Sjöberg var svensk af nationalitet, men som kunstnerisk europæer tilbragte han sit liv i henholdsvis Danmark, Spanien og Sverige. Hans mor var skuespiller fra Wien, hans far Ernst Sjöberg var ritmester, konsul og søn af fabriksejer Axel Poulus Sjöberg. Sine skoledage tilbragte Sjöberg i Malmø og på kostskoler i Belgien og Østrig, Stift Melk an der Donau. Sjöberg blev gift 1945 med danskeren Elin Emmy Pedersen. 
Efter kunstakademiet blev Sjöberg boende i København, hvorfra han i 1939 foretog en studietur sammen med sin første kone Elisabeth Heye og Gustav Rudberg til Paris. I Paris gjorde specielt Pierre Bonnard og Paul Cézanne et varigt indtryk på ham, hvilket påvirkede hans kunst. Fra Paris gik det videre til Barcelona, Mallorca og derefter til et længere ophold på Ibiza, San Antonio. 
I 1940 bosatte Sjöberg sig igen i København i nærheden af kunstnernes mødested ”Minefeltet” omkring Nikolaj Plads. På lokale værtshuse traf Sjöberg andre malere og digtere, viste sine værker frem, diskuterede dem og knyttede forbindelser med Karl Bovin (Kalle), medstifter af malergruppen Corner, Povl Christensen, Poul Björklund medlem af ”Den Frie”, forfatterne  Jens August Schade og Sigfred Pedersen. 
Sjöbergs besluttede sig i 1940 for at bosætte sig på Bornholm efter indflydelse fra Kræsten Iversen, som tilhørte Bornholmermalerne,  og inspireret af værker af den svenske maler Karl Isakson, som tidligere havde opholdt sig på Christiansø. Under 2. Verdenskrig blev Sjöberg i Svaneke og på Christiansø blandt kunstnerne Oluf Höst, Poul Höm, Sterup Hansen, Keld Hansen og Olaf Rude.  På Bornholm blev Sjöberg og Elisabeth Heye skilt. Senere traf Sjöberg Elin Emmy Pedersen, kaldet Bitten, som han derefter blev gift med.
I 1945 tog Sjöberg tilbage til København hvor sønnen Franz Michael blev født. Et venskab mellem Sjöberg og maleren og forfatteren Anne Marie Telmányi, datter af komponisten Carl Nielsen førte til, at hun blev sønnens gudmor.
I 1946 flyttede Sjöberg med familie til Sjællands Odde. En af kunstnerkredsen var Povl Christensen ”Spejder” som Sjöberg var forbundet med i et livslangt venskab. Efter knap to års ophold på Sjællands Odde købte Sjöberg et hus med mulighed for atelier i Tokkekøb Hegn, 20 km nord for København. I nærheden boede vennerne Sigfred Pedersen og Poul Bjørklund. 
I 1955 blev huset i Danmark solgt til keramiker ægteparret Dybdahl, og Sjöberg flyttede til Ibiza med sin kone og søn, hvor de boede 1955-75. Ibiza var det sted, hvor mange intellektuelle, kunstnere og kunstsamlere fra alle verdens hjørner mødtes. Allerede i 1930erne havde maleren Alfred Otto Wolfgang Schulze (Wols) og forfatteren Walter Benjamin opholdt sig her. I 1950erne og 1960erne boede der kunstnere fra Tyskland, England, Skandinavien og USA. Kunstnere som allerede var kendte eller senere blev internationalt kendte. Der var en livlig gensidig påvirkning mellem dem, og Sjöberg fik her venskaber med maleren Heinz Trökes og forfatterne Ole Sarvig og Carl Erik Soya.
I 1975 forlod Sjöberg Spanien og flyttede tilbage til slægtens hus i Malmø, ”Sjöbergska Palatset”, bygget 1894 af arkitekten Alfred Avidius. Her boede og arbejdede han indtil sin død i 1999. I sit atelier i et af bygningens tårne arbejdede Sjöberg videre med sin kunst.

## Karriere

### Perioden i Danmark
Efter en kort periode på Malmö Teater studerede Sjöberg i 1935 først kunst hos Edward Berggren i Stockholm derefter i 1936 hos Peter Rostrup Bøyesen i Danmark og afsluttede i 1938 sine studier hos Kræsten Iversen ved Det Kongelige Danske Kunstakademi i København. 
For Sjöberg opholdet på Bornholm en kreativ periode med udstillinger på Bornholm. En stor del af malerier fra den tid gik tabt på grund af bombeangreb mod 2. verdenskrigs afslutning.
I 1950erne var København overvejende det sted, hvor Sjöberg udstillede sin kunst: Hos Birk, på Den Frie Bygning, Caravellen og på Charlottenborg, hvor Sjöberg årligt blev udstillet fra 1944 til 1955. Sjöberg var også medlem af Foreningen Charlottenborgs Malere. 
Sjöberg værker var på dette tidspunkt præget af genkendelige landskabs- og portrætmalerier, inspireret af impressionisterne Paul Cézannes farveholdning og Karl Isaksons moderne nordiske stil, som Sjöberg videreudviklede i en mere ekspressionistisk retning.

### Inspiration på Ibiza
I midten af 1950erne bevægede Sjöberg sig bort fra det genkendelige landskabsmaleri. Opholdet 1955 – 1975 i Spanien betød ikke kun en ny verden af motiver og inspirationskilder, men også at Sjöberg blev tiltrukket af informel kunst (art informel). I de første år på Ibiza, San Antonio Abad, opstod en stor serie af informelle billeder ("Ibiza Serie"). Senere forenede Sjöberg temaer fra det antikke og indtryk fra det spanske landskab i sin kunst. 
Sjöberg benyttede både til oliemalerier og akvareller en teknik, idet han lod fortyndet farve løbe over det tomme billede og samtidigt lod han farven bevæge sig i forskellige retninger. Der dannede sig lyse, farvede overflader med kontur og spor som udgangspunkt til den videre bearbejdelse af værket. På akvarellerne tegnede Sjöberg detaljer med en tynd tuschstift. I oliemalerierne malede Sjöberg delvis med farvetuben, idet han slog et hul i tubens låg og med tryk på tuben tegnede figurative elementer med en relieflignede overflade. 

### Grupo Ibiza 59
Mange af de på Ibiza levende kunstner havde fælles kunstneriske interesser med mål tværs af nationale grænser og efter Erwin Bronners initiativ blev malergruppen ”Grupo Ibiza 59” grundet. Til gruppens første medlemmer hørte Erwin Bechtold, Erwin Bronner, Hans Laabs, Katha Meirowsky, Bob Munford, Eugon Neubauer, Antonio Ruiz, Heinz Trökes og Bertil Sjöberg. Senere tilsluttede kunstnerne Carlos Sansegundo, Pierre Haubensak og Bob Thompson sig til. Deres udstillinger tiltrak sig opmærksomhed ud over Spaniens grænser. En stor udstilling i Berlin, Haus am Waldsee, arrangeret af Brusberg Gallery gjorde ”Grupo Ibiza 59” kendt i Tyskland. En anden udstilling i The Leicester Galleries i London gjorde gruppen kendt i England. I 1960 viste Galleri Brusberg Sjöberg i Hannover på en stor separatudstilling. Det omfattende forord i kataloget blev skrevet af kunstkritikeren Peter Lufft. I et af de ældste museer i samtidskunst i Spanien, Museo de Arte Contemporáneo (MACE) de Ibiza, udstilles værker fra kunstnergruppen permanent.
Under opholdet i Spanien holdt Sjöberg forbindelsen til Danmark ved lige og besøgte regelmæssigt den amerikanske galleriejer og kunstner Samuel "Sam" Louie Kaner (1924 – 1990) i København med sine seneste malerier. Sam Kaner var selv maler, filmskaber og ven med Peggy Guggenheim. I Sam Kaners American Art Gallery og senere i Court Gallery centralt beliggende på Strøget, blev Sjöberg årligt vist i separatudstillinger. Sam Kaner samarbejdede med internationale gallerier og udstillede Sjöberg sammen med COBRA-gruppen og andre kendte samtidskunstnere også udenfor Skandinavien og især i USA. 
Ibiza blev til et turistcentrum og Sjöberg søgte derfor i 1970 væk for at få ro og inspiration, og slog sig ned i Nordspanien i Torrella de Montgri, i nabolaget til den udgravede græske koloni Ampurias. I værker fra denne periode er et gentaget element borgen Castell del Montgri, som ligger på toppen af et skaldet bjerg. Her opstod også en serie værker med miljøødelæggelse som hovedmotiv.

### Perioden i Sverige
Efter at være flyttet til Malmø, Sverige, i 1975, malede Sjöberg inspireret af Malmös park, fund af fossiler og den nordisk saga en serie af poetiske malerier. En anden serie ”Stone and Moore” refererede til Stonehenge og Henry Moore, som Sjöberg beundrede. Efter studierejser opstod serier med indtryk fra det antikke Rom, Londons Dockland og Venedigs kanaler. I Venedigserien, "En synkende By", er der referencer til Sandro Botticelli. En akvarelserie er dedikeret William Tuner. En anden serie, ”Tanit Serie”, henviser til den puniske gudinde fra Ibizas fortid.  
Efter galleriejer Sam Kaners død i 1990 trak Sjöberg sig mere og mere tilbage fra kunstscenen. Han fortsatte sit kunstneriske arbejde, men søgte ikke længere publikum.

## Hæder
- 1952 – Den Dansk-Svenske Kulturpris
- 1956 – Ellen Trotzigs legat
- 1979 – Det statslige svenske stipendium

## Carl Gruvemans samling
Ægteparret Gruveman, som helt fra begyndelsen fulgte Sjöbergs kunstneriske udvikling og som Sjöberg havde en tæt forbindelse med, grundlagde en repræsentativ samling af Sjöberg og samtidig kunst som blev doneret til Sønderjyllands Kunstmuseum. Samlingen blev 1975-76 vist på museet og 2007 som vandreudstilling i Danmark. Af Carl Gruvemans samling vises Sjöbergs værker på Sønderjyllands Kunstmuseums hjemmeside. 

## Repræsentation på museer
Bertil Sjöberg er repræsenteret på museer i Danmark, Sverige, Tyskland, Spanien, USA.
- Kunstmuseet Brundlund Slot, Danmark
- Florence Museum, North Carolina, USA
- Lunds Landsting, Lunds kommun, Sverige
- Malmö Konstnämnd, Malmö Museum, Sverige
- Museo de Arte Contemporáneo MACE, Ibiza, Spanien
- Museumsberg Flensburg, Tyskland
- Rathausgalerie Hirschberg/Bergstraße, Tyskland
- Statens Museum for Kunst, København
- Kunsthalle Mannheim, Tyskland
- Svenska statens Konstfond, Sverige

## Udstillinger
- 1944 - 1959 Charlottenborg, København
- 1946 Den fri, København
- 1950 Galerie Birch, København
- 1951 Caravellen, København
- 1957 Lomma konstforening, Sverige
- 1956 Malmö Museum, Sverige
- 1959 - 1962 Grupo Ibiza, Spanien
- 1959 Arte Actual, Malaga, Spanien
- 1959 - 1964 Galerie Brusberg, Hannover, Tyskland
- 1960 Galeria Briosca, Madrid, Spanien
- 1960 - 1968 Felix Konstklubb Eslöv, Sverige
- 1961 Galeri Brusberg, Hannover, Tyskland
- 1961 Haus am Waldsee, Berlin, Tyskland
- 1962 Haus Salve Hospes Kunstverein Braunschwei, Tyskland
- 1962 – 1963 Galeria Vedra, Spanien
- 1963 Galerie Wh., Münster, Tyskland
- 1964 Galeria Ivan Spencer, Spanien
- 1964 American Art, København
- 1964 Leicester Galleries, London, England
- 1965 Galerie Meyer, Esbjerg
- 1965 Tam Gallery, Boston, USA
- 1965 Travel Exhibition Sam Kaner, USA
- 1965 Galerie 5 Sekler, Stockholm, Sverige
- 1965 Court Gallery, Boston, USA
- 1965 Galerie 14, Aarhus
- 1966 Greer Gallery, New York, USA
- 1966 Galerie Pierre, Stockholm, Sverige
- 1966 - 1988 Court Gallery, København
- 1967 Galeri KB. Oslo, Norge
- 1967 Göteborg Museum of Art, Sverige
- 1968 Gallerie Moderne, Silkeborg
- 1968 Florence Museum of North Carolina, USA
- 1968 Joslyn Museum, Omaha, Nebraska, USA
- 1972 - 1976, 1979 Konstgaarden Helsingborg, Sverige
- 1972 Galerie Fo, Aarhus
- 1973 Rådhushallen, Aarhus
- 1974 Galerie Internationale, Stockholm, Sverige
- 1975 - 1976 Sønderjyllands Kunstmuseum, Tønder
- 1978 – 1979 Galerie Ippon, Malmö, Sverige
- 1983 Gallerie Brantevik, Österlen, Sverige
- 1983 - 1985 Lundabygdens Sparbanks Konstklubb Lund, Sverige
- 1984 Galerie Green, Malmö, Sverige
- 1989 Gallerie Syd, Falster
- 1989 btj Sverige Konstklubb, Lund, Sverige
- 1992 Museo de Arte Contemporáneo de Ibiza, Spanien
- 1992 Reflex Art Gallery, Amsterdam, Holland
- 1993 Casal Balaquer, Mallorca, Spanien
- 1993 Court Gallery, København
- 1995 Skånes Kunstforening, Malmö, Sverige
- 2001 – 2002 Hirschberger Kulturtage, Rathausgalerie Hirschberg, Tyskland
- 2002 Pitiüses 59-02 Llonja Palma de Mallorca, Spaniem
- 2005 Brundlund Slot, Edit-Gruvemans-Kunst-Samling, Aabenraa
- 2007 Gerhard-Fietz-Haus, Bleckede-Göddingen, Tyskland
- 2009 Galerie S, Schleswig, Tyskland
- 2009 Gerhard-Fietz-Haus, Bleckede-Göddingen, Tyskland
- 2010 Galerie Heike Hinkelmann, Hamburg, Tyskland
- 2011 Toldkammeret, Helsingör
- 2012 Kunsthaus Hänisch, Kappeln, Tyskland
- 2012 Augustiana skulpturpark og kunstcenter, Augustenborg, Als
- 2013 Kunsthaus Hänisch, Kappeln, Tyskland
- 2016 - 2017 galerie stexwig, Stexwig, Tyskland

## Andre kilder
- Brev, Censorkomiteten Charlottenborg, Malerier optaget, 1944
- Adgangskort, Kunstudstillingen ved Charlottenborg, 1944, 1947
- Medlemskort, Foreningen Charlottenborgs Malere, 1945, 1947, 1951,
- Katalog, DE "DEN FRIE BYGNING", 15-30 MAJ 1948
- Salg, Meddelelse Charlottenborgs Udstillingskomiteens Kontor, 1946, 1947
- Brevkort, Kræsten Iversen "möde os i Parnas!,
- Indbydelse,  Charlottenborgs Udstilligskomiteten Efteraarsudstilling, 1948
- Brev, Birks Kunsthandel, Salg meddelelse, 1948
- Katalog, Charlottenburg, Foraars Udstillingen, 1948,1953, 1955
- Katalog Charlottenborg, Efteraar Udstillingen, 1946, 1947
- Brev, Bornholms Amt, Malerier til udstilling, 1949
- Brev, Kunstforening Hjørning, Udstilling, 1949
- Brev, Kungl. Svenska Ambassaden,  Dansk Svenske Fond, kunststipendium, 1955
- Brev, Malmö Museum, EllenTrotzig Fond, Stipendium, 1959
- Katalog, grupo ibiza 59, Ibiza 1959
- Katalog Dieter Brusberg, Maler auf ibiza, 1958/1959
- Brev, DEN KGL. KOBBERSTIKSAMMLINH, skænket tegninger, 1960
- Referat af mødet "grupo oniza 59", 1960
- Katalog, Charlottenborg, Winter udstillingen, 1964
- Katalog, American Art Gallery, Copehagen, 1964
- Katalog, The Leicester Galleries, London, Inspiration Ibiza, 1964
- Brev, The Leicaster Galleries, Patrick L. Phillips, 1965
- Katalog, International Art, American Art Gallery, Copenhagen, 1965-1966
- Interview, Arbetet, Malmökonstnär på Ibiza internationellt välkänd, 1967
- Interview, Politiken, En billedlig digter, 1969
- Katalog, Haus am Waldsee, grupo Ibiza 59, 1967
- Katalog, Aabenraa Museum, Svensk Buket ,1975
- Katalog, Galerie Ippon, Fantastisk Konst, 1976
- Kataloge, Court Gallery, Copenhagen, 1965 - 1990
- Interview, recession, Diario de Ibiza, 1992
- Insel, Das Kulturmagazin aus Ibiza,  Die Avantgarda 1959 auf Ibiza,  Heft 12, 1992
- Katalog, Freundeskreis Gerhard Fietz e.V., Heiz Trökes - Bertil Sjöberg, 2007